# Estadio Huachipato-CAP Acero
Estadio CAP – wielofunkcyjny stadion w Talcahuano w Chile. Służy przede wszystkich do rozgrywania meczów piłki nożnej.

## Sport
Na stadionie rozgrywa mecze klub CD Huachipato. Stadion został zbudowany w 2009 roku i mieści 29 579 widzów.